# Ringintunggal
Ringintunggal is een bestuurslaag in het regentschap Bojonegoro van de provincie Oost-Java, Indonesië. Ringintunggal telt 1167 inwoners (volkstelling 2010).